# Oliveira do Conde
Oliveira do Conde ist eine Gemeinde (Freguesia) im portugiesischen Kreis Carregal do Sal. In ihr leben 2798 Einwohner (Stand 19. April 2021).
Am Ort befindet sich die Anta (Megalithanlage) Orca da Palheira.

## Einzelnachweise

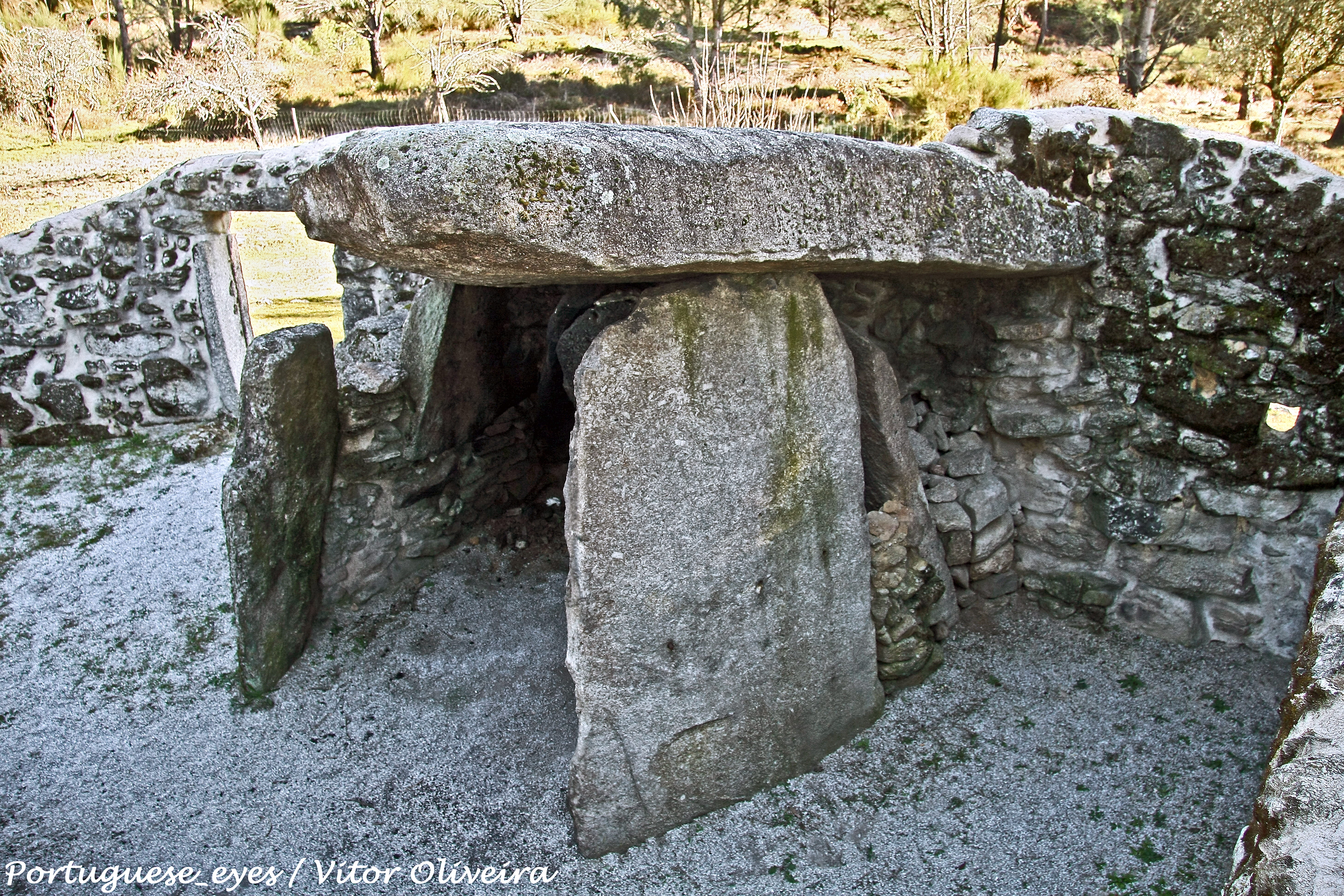
Orca da Palheira